# كل شيء، كل شيء (رواية)
كل شيء، كل شيء هي رواية الشباب الأولى للكاتبة الجامايكية الأمريكية نيكولا يون،  نُشرت لأول مرة بواسطة Delacorte Books for Young Readers في عام 2015. تركز الرواية على مادلين ويتير البالغة من العمر 18 عامًا والتي يتم علاجها من نقص المناعة المشترك الشديد (SCID)، المعروف أيضًا باسم "bubble baby disease". نتيجة لذلك بقيت مادلين داخل منزلها في لوس أنجلوس حيث تعيش مع والدتها الطبيبة.

## حبكة
القصة تدور حول مادلين ويتير البالغة من العمر 18 عامًا، وهي نصف يابانية ونصف أمريكية من أصل أفريقي تبلغ من العمر 18 عامًا، والتي تعالج من قبل والدتها الطبيبة من نقص المناعة الشديد المشترك (SCID)، وبالتالي لا يُسمح لها بمغادرة منزلها أو تتفاعل مع أي شيء لم يتم «تطهيره». يتكون عالمها من والدتها بولين وممرضتها كارلا والكتب التي تجد الراحة والسعادة فيها بعد وفاة والدها وشقيقها منذ زمن طويل في حادث سيارة.
تتغير حياة مادي عندما تنتقل عائلة إلى المنزل المجاور. تراقبهم من النافذة وتعلم أن العائلة تضم أبًا وأمًا وابنة تدعى كارا وابنًا يدعى أولي. يصادق أولي مادي ويبدأ الاثنان في مراسلة بعضهما البعض عبر الإنترنت وفي هذه الأثناء، يعاني أولي من والدة المدمن وكارا تعاني من مشكلة ادمان التدخين.
ذات يوم تساعد الممرضة كارلا أولي لمقابلة مادي في منزلها من دون علم والدة مادي، ويلتقي الاثنان وجهًا لوجه لأول مرة. يبدأون بعد ذلك في الالتقاء في منزل مادي بانتظام إلى أن تكتشف والدة مادي سرهم. نتيجة لذلك تطرد كارلا وتمنع مادي من رؤية أولي مرة أخرى، لكنهما يواصلان الحديث سراً. في أحد الأيام، أطلعت بولين مادي على صورة لعائلتها في ماوي عندما كانت مادي تبلغ من العمر أشهر فقط. متأثرة بهذه الصورة، قررت مادي المخاطرة بكل شيء والهرب بعيدا إلى هاواي مع أولي. لا يوافق أولي أولاً، لكن مادي تكذب - أخبرته أنها تتناول دواءً جديدًا سيمنعها من أن تمرض - ويوافقها أولي.
يذهب الاثنان إلى هاواي، ويستكشفان البلاد ويقضوا أجمل اوقاتهم هناك ولكن في اليوم التالي تنقل مادي إلى المشفى بعد ان استيقظت وهي مريضة جدا.
تسافر والدة مادي لتجلب مادي إلى منزلها مرة أخرى وتوظف كارلا مرة أخرى لرعايتها. تتعافى مادي في النهاية. توقفت عن إرسال بريد إلكتروني إلى أولي لأنها لا تريد ان تشتاق اليه. بعد شهر ترى مادي أن أولي وعائلته يحملون الكثير من حاجياتهم في شاحنة متحركة بينما كان والدهما في العمل هاربين من طغيانه.
بعد شهرين من حادثة هاواي، تتلقى مادي رسالة من الطبيبة الذي عالجتها عندما مرضت هناك، وفي المذكرة، تقول الطبيبة إنها تعتقد أن مادي ليس لديها SCID ، وقد مرضت لأنها قضت حياتها كلها في الداخل ولم تشكل قط مناعة طبيعية. تذكر الطبيبة أن التهاب عضلة القلب على أنه سبب توقف قلب مادي. كاد قلب مادي ان يتوقف مرة أخرى من هول الصدمة فأصبحت تبحث في الملفات الطبية لوالدتها لكنها لا تجد نتائج الاختبار أو ملاحظات الطبيب التي تؤكد أنها مصابة بـ SCID. بدلاً من ذلك وجدت بعض الملاحظات التي كتبتها والدتها وبعض المقالات حول SCID من الإنترنت. تواجه والدتها التي انهارت وتعترف بشكل غير مباشر أنها لا تعاني من SCID. تخبر مادي كارلا وتقول كارلا إنها كانت تشتبه دائمًا في أن والدتها لم تتعاف تمامًا من وفاة والدها وشقيقها.
تقول والدة مادي إنه بعد وفاة والد مادي وشقيقها مرضت مادي بشدة وقررت والدتها ان تبعدها عن العالم لحمايتها لأنا لا تريد ان تفقدها مثل البقية. تغضب مادي من والدتها وتسافر إلى نيويورك، حيث تفاجئ اولي في مكتبة للكتب المستعملة وتجتمع معه مرة أخرى.